# 糙頭大頜新鮋
糙頭大頜新鮋，為輻鰭魚綱鮋形目鮋亞目新平鮋科的其中一種，為亞熱帶海水魚，分布於東印度洋澳洲南部海域，為特有種，體長可達12公分，棲息在沿海礁石區底層水域，生活習性不明。